# Storspov
Storspov (Numenius arquata) är en fågel som tillhör familjen snäppor inom ordningen vadarfåglar. Den häckar i Europa och Asien i jordbruksmark och på myrar. Arten minskar kraftigt i antal, så pass att världspopulationen numera anses vara nära hotad, medan den i Sverige kategoriseras som starkt hotad.

## Utseende och läte
Storspoven är en av världens största vadare. Den har långa ben och en lång näbb som böjer av nedåt. Honorna har ofta urskiljbart längre näbb. Storspoven är ungefär 50–55 cm lång, och har ett vingspann på omkring 100 cm. Den är brungråspräcklig med en smal vit triangel från stjärtens bas upp på ryggen. 

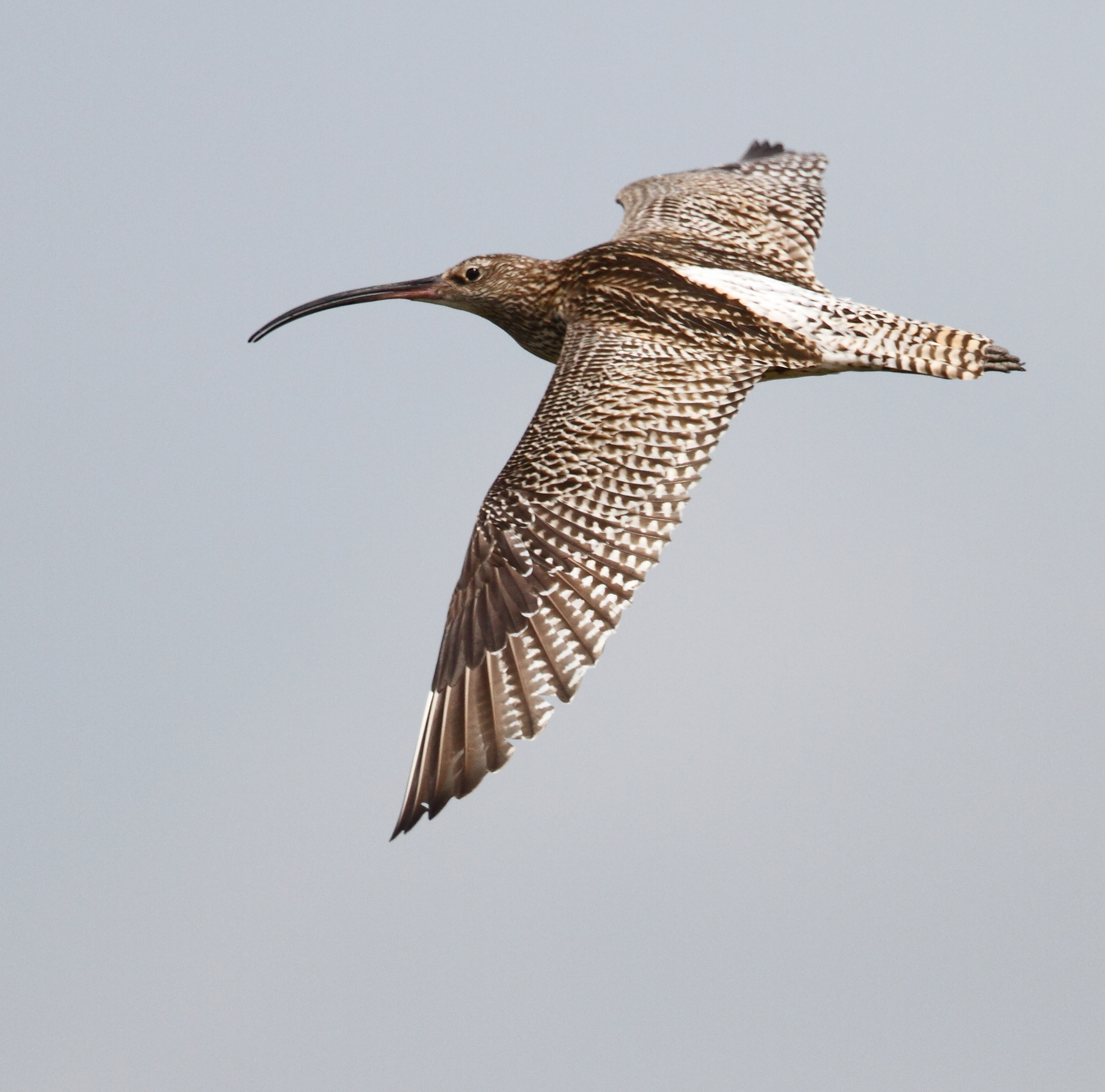

Dess karaktäristiska starka rytmiskt drillande sång som börjar med några ödsliga och dystra toner är ett välkänt läte i det svenska sommarlandskapet. Locklätet är en stark uppåtkrökt vissling, även den med en ödslig klang.

## Utbredning och systematik
Storspoven häckar i hela norra Europa, genom Ryssland och så långt österut som till Kazakstan, Mongoliet och Kina. Merparten är flyttfåglar som övervintrar i norra Afrika, Sydeuropa, vid Atlantkusten i Europa, runt Medelhavet, i Turkiet och i Asien. På de brittiska öarna stannar den hela året.
Arten delas numera oftast in i tre underarter med följande utbredning:
- europeisk storspov[6] Numenius arquata arquata – nominatformen häckar i västra, norra och centrala Europa och övervintrar i västra och södra Europa samt i Västafrika
- Numenius arquata orientalis – häckar från västra och centrala Sibirien till Manchuriet, övervintrar i Afrika och Sydostasien
- Numenius arquata suschkini – häckar från västra Kazakstan till sydvästra Sibirien, övervintrar i sydvästra Asien och Afrika söder om Sahara

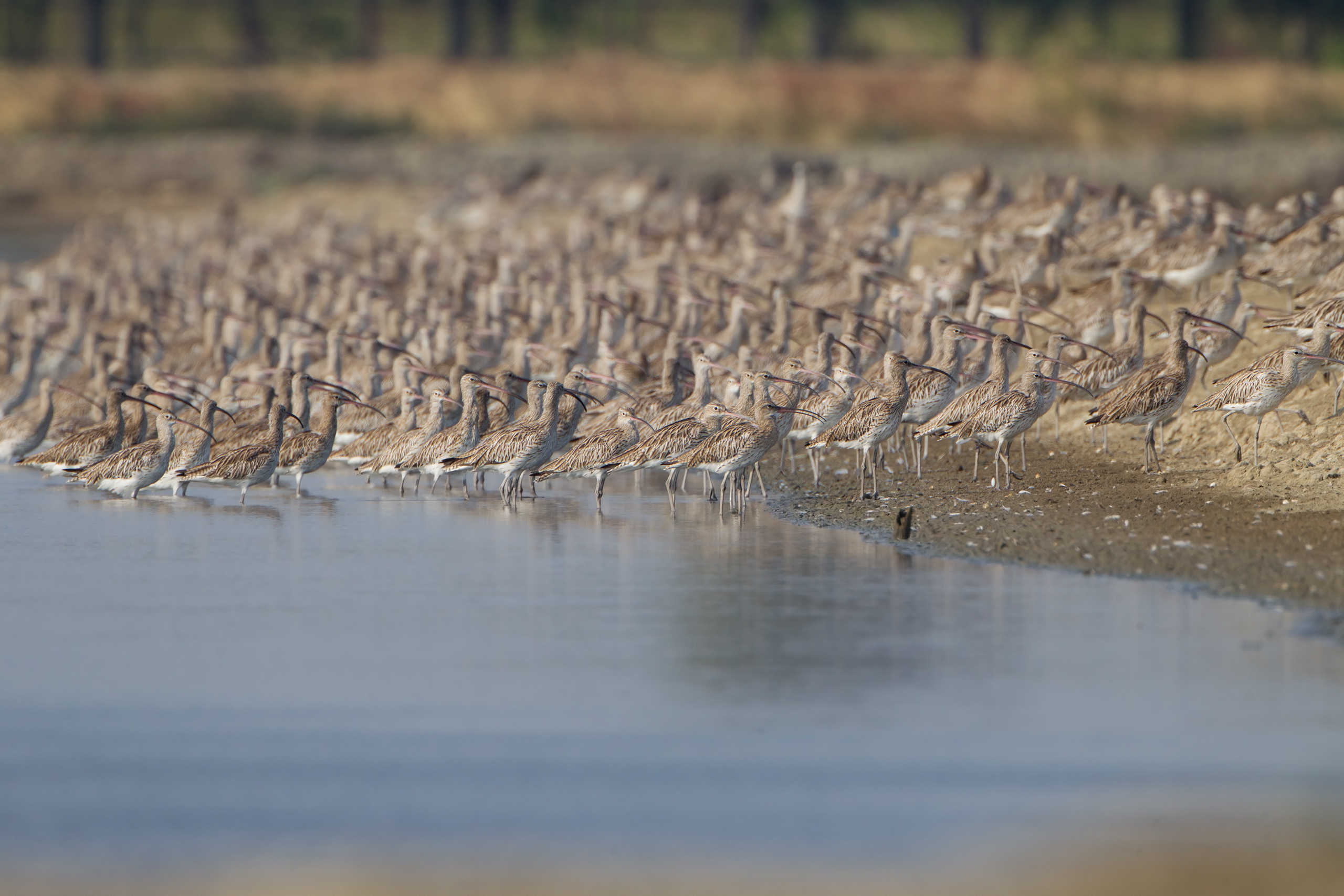
Stor flock övervintrande storspovar i Thailand.

### Förekomst i Sverige
Storspoven häckar på öppna myrar, ängar, hedar och jordbruksmark över större delen av landet. Den saknas dock i fjällen och i fjällnära områden.

## Ekologi
Storspoven är ganska skygg för människan. Bortsett från häckningssäsongen är den mycket social och ses ofta tillsammans med flera individer. Den ses ofta högre upp på åkrar och fält än många andra vadare. 
Storspoven födosöker främst genom att med sin långa krökta näbb leta efter ryggradslösa djur i mjuka lerbottnar. Näbben fungerar utmärkt för att plocka upp sandmaskar ur deras u-formade bon. Storspoven kan också vid tillfälle plocka krabbor och daggmaskar. 
Boet är en enkel tillplattad yta på tajga, äng eller liknande plats och rymmer vanligtvis tre till sex ägg. Äggen ruvas i ungefär en månad. 

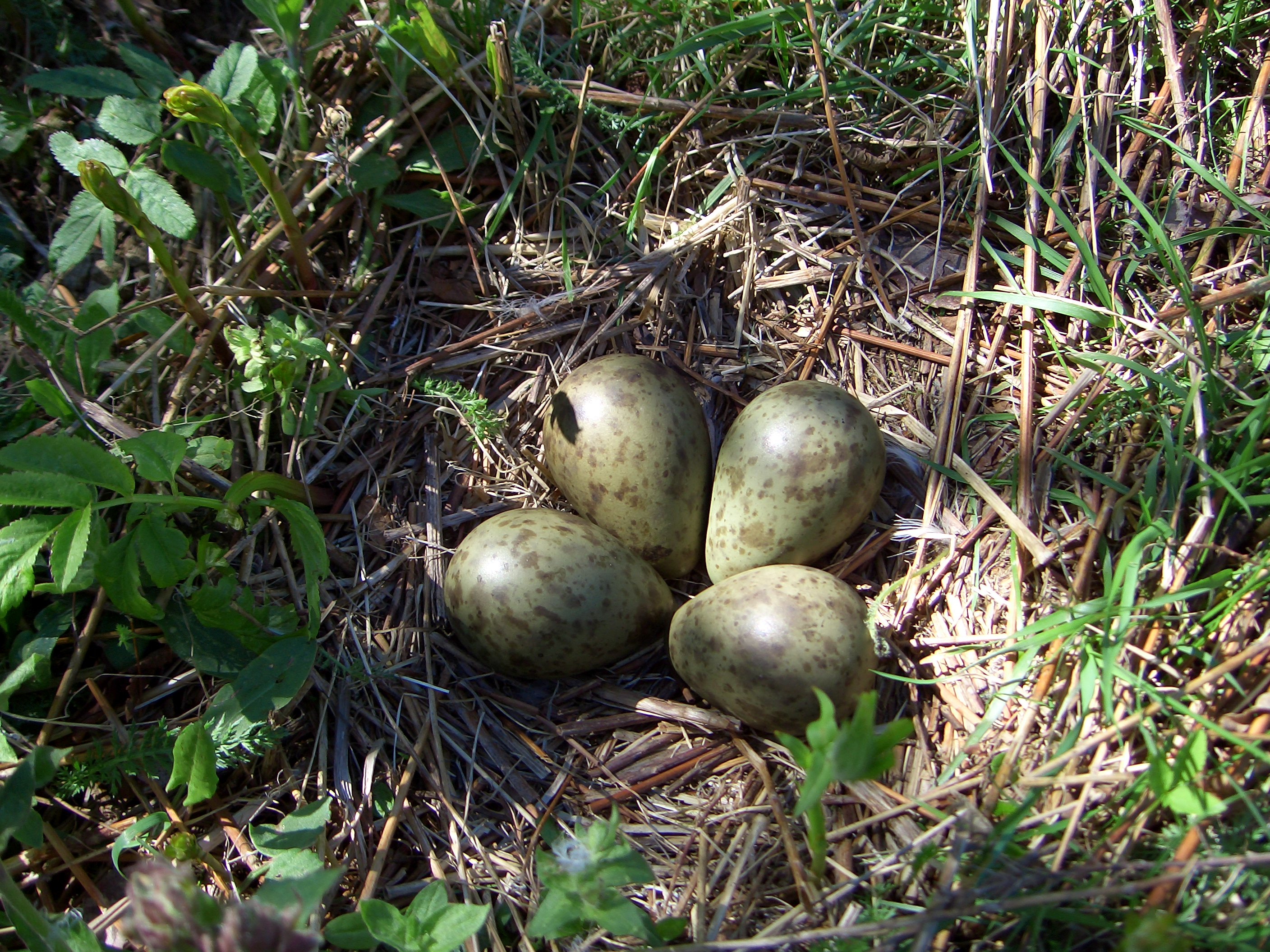
Storspovens ägg och bo.

## Storspoven och människan

### Status och hot
Sedan 2008 kategoriserar internationella naturvårdsunionen IUCN arten som nära hotad (NT). Trots att den i vissa områden fortfarande är vanlig minskar den relativt kraftigt i antal. Världspopulationen uppskattades 2016 till mellan 835 000 och drygt 1,3 miljoner individer, varav det i Europa tros häcka 212 000–292 000 par.

#### Status i Sverige
Fram till 1980-talet noterades kraftiga minskningar av storspoven i jordbruksmarkerna i Götaland och Svealand. Därefter har arten även minskat i sitt kärnområde Norrland. I mitten av 1980-talet uppskattades det svenska beståndet till mellan 22 000 och 25 000 par, 1999 till 10 500–13 000 par och 2008 till endast 9 000 par. 2018 ansågs det återstå endast 12 200 könsmogna individer. Detaljerade inventeringar i två områden i Uppland och Västmanland visar på en minskning med hela 50–60 procent mellan 1994–2008. En uppskattning visar att den nationellt minskat i samma storleksordning de senaste 30 åren. Från att ha upptagits som nära hotad (NT) på Artdatabankens rödlista uppgraderades den till starkt hotad (EN) i 2020 års upplaga.

### Namn
Storspoven har haft många dialektala och synonyma namn. Flera av dessa användes även om småspoven. Några är vindspov, vindspole, väderspole, tullare, långnäbba och kovipa. Andra är spof, spole, vattenspole, vasspole, spyel, och spjuling. I Hälsingland kallades den förr nolavärspligg.

### I kulturen och folktron
Storspoven är Västerbottens landskapsdjur. I norra Bohuslän sade man att "väderspolen bådar regn och oväder när den låter höra sig". Detta uttryck gällde både stor- och småspov.